# Ebrechtella tricuspidata
Ebrechtella tricuspidata är en spindelart som först beskrevs av Fabricius 1775.  Ebrechtella tricuspidata ingår i släktet Ebrechtella och familjen krabbspindlar. Utöver nominatformen finns också underarten E. t. concolor.